# FM-2030
FM-2030 nacido Fereidoun M. Esfandiary; (15 de octubre de 1930 - 8 de julio de 2000) fue un  autor, profesor, filósofo y futurólogo transhumanista, consultor y atleta olímpico iraní-estadounidense nacido en Bélgica. Afirmaba sentir «una profunda nostalgia por el futuro».
En 1989 escribió lo que se considera una de las obras seminales del transhumanismo con el título Are You a Transhuman?: Monitoring and Stimulating Your Personal Rate of Growth in a Rapidly Changing World. También escribió una serie de obras de ficción de temática realista que firmó con su nombre de nacimiento F. M. Esfandiary.

## Biografía
FM-2030 nació como Fereydoon M. Esfandiary el 15 de octubre de 1930 en Bélgica, hijo del diplomático iraní de origen bakhtiari, Abdol-Hossein "AH" Sadigh Esfandiary (1894-1986), quien sirvió de 1920 a 1960. De niño viajó mucho, habiendo vivido en 17 países, incluyendo Irán, India y Afganistán, a los 11 años. Representó a Irán como jugador de baloncesto y luchador en los Juegos Olímpicos de Londres de 1948. Cursó la escuela primaria en Irán e Inglaterra y completó su educación secundaria en Colleges Des Freres, un colegio jesuita en Jerusalén. A los 18 años, además de su persa nativo, aprendió a hablar cuatro idiomas: árabe, hebreo, francés e inglés. Luego comenzó su educación universitaria en la Universidad de California, Berkeley, pero más tarde se trasladó a la Universidad de California, Los Ángeles, donde se graduó en 1952. Posteriormente, sirvió en la Comisión de Conciliación de las Naciones Unidas para Palestina de 1952 a 1954.

## Cambio de nombre
En 1970, después de publicar su libro Optimism One, FM Esfandiary  comenzó a usar el nombre FM-2030 por dos razones principales: primero, para reflejar la esperanza y la creencia de que viviría para celebrar su cumpleaños número 100 en 2030; segundo, y más importante, para liberarse de la práctica generalizada de las convenciones de nomenclatura que él veía como arraigadas en una mentalidad colectivista y existentes solo como una reliquia del pasado tribalista de la humanidad. Formalizó su cambio de nombre en 1988. Consideraba que los nombres tradicionales casi siempre estampaban una etiqueta de identidad colectiva, que variaba desde el género hasta la nacionalidad, en el individuo, existiendo así como elementos prima facie de los procesos de pensamiento en el tejido cultural humano, que tendían a degenerar en estereotipos, faccionalismo y discriminación. En sus propias palabras: «Los nombres convencionales definen el pasado de una persona: ascendencia, etnia, nacionalidad, religión. No soy quien era hace diez años y, desde luego, no soy quien seré dentro de veinte. [...] El nombre 2030 refleja mi convicción de que los años en torno a 2030 serán una época mágica. En 2030 no tendremos edad y todos tendremos una excelente oportunidad de vivir para siempre. 2030 es un sueño y una meta».  Como acérrimo antinacionalista, creía: «No hay inmigrantes ilegales, solo fronteras irrelevantes».
En 1973, publicó un manifiesto político, "Arriba-Arriba: Un Manifiesto Futurista", en el que retrata tanto a la izquierda como a la derecha ideológicas como anticuadas, y en su lugar propone un esquema de Arriba-Arriba (aquellos que miran al cielo y al futuro) y Abajo-Arriba (aquellos que miran a la tierra y al pasado).  FM-2030 se identificaba con los primeros. Argumentaba que la estructura familiar nuclear y la idea de ciudad desaparecerían, siendo reemplazadas por comunidades sociales modulares que él llamó mobilia , impulsadas por el comunitarismo, que persistirían y luego desaparecerían.
FM-2030 creía que las partes sintéticas del cuerpo algún día harían irrelevante la esperanza de vida; poco antes de morir de cáncer de páncreas, describió el páncreas como «un órgano estúpido, tonto y miserable».
En cuanto a la civilización, afirmó: «Ninguna civilización del pasado fue grandiosa. Todas fueron primitivas y persecutorias, basadas en la subyugación y el asesinato masivos». En cuanto a la identidad, afirmó: «El joven moderno no está perdiendo su identidad. Se está deshaciendo de ella con gusto». Creía que, con el tiempo, las naciones desaparecerían y que las identidades pasarían de lo cultural a lo personal. En un artículo de opinión de 1972 en The New York Times, escribió que el liderazgo en el conflicto árabe-israelí había fracasado y que las partes en conflicto «actuaban como adolescentes, negándose a resolver su inútil disputa de 25 años», y creía que el mundo estaba «evolucionando irreversiblemente más allá del concepto de patria nacional».

## Muerte
FM-2030 falleció el 8 de julio de 2000 a causa de cáncer de páncreas en el apartamento de un amigo en Manhattan. Fue colocado en suspensión criónica en la Fundación de Extensión de Vida Alcor en Scottsdale (Arizona), donde su cuerpo permanece hasta el día de hoy. Aún no contaba con dispositivos de reserva remota, por lo que ningún miembro del equipo de Alcor estuvo presente en su fallecimiento. Sin embargo, FM-2030 fue la primera persona en ser vitrificada, en lugar de simplemente congelada como lo habían sido los pacientes criónicos anteriores.  A FM-2030 le sobrevivieron cuatro hermanas y un hermano.

## Obras
Ficción
- El día del sacrificio, 1959
- El mendigo, 1965
- Documento de Identidad, 1966 (ISBN 0-460-03843-5)

No-ficción
- Optimism one; the emerging radicalism, 1970 (ISBN 0-393-08611-9)
- UpWingers: A Futurist Manifesto, 1973 (ISBN 0-381-98243-2) (pbk.) disponible como eBook ISBN FW00007527 , Editado por: e-reads, Pub. Date: Jan 1973, File Size: 153K
- Telespheres, 1977
- Are You a Transhuman?: Monitoring and Stimulating Your Personal Rate of Growth in a Rapidly Changing World, 1989 (ISBN 0-446-38806-8).